# Федаренко, Андрей Михайлович
Андрей Михайлович Федаренко (бел. Андрэй Міхайлавіч Федарэнка; род. 17 января 1964) — советский и белорусский писатель. Распространённое написание его фамилии («Федоренко») является, по свидетельству самого писателя, ошибочным. Член Союза белорусских писателей (в 2017 выбран в руководящий орган СБП — Раду). Стиль-редактор литературного журнала «Дзеяслоў»..

## Биография
Родился 17 января 1964 года в селе Березовка Мозырского района Гомельской области.
По окончании Мозырского политехнического техникума проходил действительную срочную службу в рядах ВС СССР. Работал каменщиком, библиотекарем. Впоследствии окончил Минский институт культуры (ныне — Белорусский государственный университет культуры и искусств). Работал в редакциях журналов «Полымя» (Пламя) и «Маладосць» (Молодость), на киностудии «Беларусьфильм». Произведения переводились на русский, английский, японский и другие языки.
Живёт в Минске.
Любитель шахмат, участник традиционных шахматных турниров Союза белорусских писателей.

## Произведения
Андрей Федаренко является автором прозаических произведений:
- «История болезни» (бел. «Гісторыя хваробы»)
- «Смута» (бел. «Смута»)
- сборник «Ничьи» (бел. «Нічые»: «Вёска», «Нічые», «Рэвізія»)
- 1999 год — «Щербатый талер» (бел. «Шчарбаты талер»)
- 2010 год — «Афганская шкатулка» (бел. «Афганская шкатулка»)
- 2011 год — автобиографический роман-эссе «Межа» (бел. «Мяжа»)
- 2012 год — книга миниатюрных эссе «Сечка» (бел. «Сечка»)
- 2012 год — книга «Цепь» (бел. «Ланцуг»)
- 2013 год — книга «Деревня» (бел. «Вёска»)
- 2014 год — книга «Тишь» (бел. «Ціша»)
- 2018 год — книга «Созерцатель» (бел. «Сузіральнік»)
- 2020 год — книга «Жетон на метро» (бел. «Жэтон на метро»)

По мотивам повести «Щербатый талер» в 2006 году снят телевизионный мини-сериал «Три талера».

## Награды и почетные звания
- Лауреат литературной премии имени Ивана Мележа в 1995 за книгу «Смута» (бел. «Смута»).
- Финалист литературной премии имени Ежи Гедройца (третье место).
- премия А. Глобуса «Золотая буква» (бел. «Залатая літара») 2009 за сборник прозы «Ничьи» (бел. «Нічые»).
- Писатель года 2012 по версии белорусского журнала «Sexus» за книгу «Цепь» (бел. «Ланцуг»)[5].
- Лауреат премии «Глиняный Велес» (2015) за книгу «Тишь» (бел. «Ціша»)[6].